# Cuvintele funcționale în limba maghiară
Acest articol se limitează la acea parte a morfologiei limbii maghiare care se ocupă cu cuvintele funcționale sau gramaticale, adică acele cuvinte al căror rol gramatical este preponderent față de rolul semantic, tratând clasificarea și funcțiile lor, precum și sufixele pe care le pot primi unele dintre ele.

## Clasificarea cuvintelor funcționale
Cuvintele funcționale se grupează în două mari categorii:
- folosite în structuri de natură morfologică:

- verb auxiliar;
- formă nominală a verbului auxiliar;
- postpoziție;
- adjectiv derivat din postpoziție;
- mint formator de complement;
- prefix verbal;

- folosite în structuri de natură nemorfologică:

- conjuncție;
- particulă;
- articol;
- cuvânt de negație.

## Verbul auxiliar
Verbele auxiliare sunt cuvinte funcționale asociate altor cuvinte, și au funcția de a exprima categoriile gramaticale specifice verbului: mod, timp, număr, persoană, mai rar aspect, modalitate și înțeles pragmatic. Cuvintele cărora le sunt asociate sunt cele care poartă conținutul noțional al sintagmei formate cu verbul auxiliar.
Verbele auxiliare sunt de două feluri:
- verbe auxiliare propriu-zise, care se subîmpart în:
  - constituente de forme verbale și
  - verbe aspectuale, de modalitate (sau modale) și pragmatice;
- verbe copulative, care se asociază unor părți de vorbire nominale (substantive, adjective, numerale, pronume), formând predicate nominale.

### Verbele auxiliare propriu-zise
Două verbe auxiliare se asociază unor forme verbale simple, alcătuind forme verbale compuse (corespund verbelor auxiliare din gramatica limbii române):
- verbul fog, care formează timpul viitor al indicativului: El fogok menni „Voi pleca”;
- verbul volna, auxiliarul pentru timpul trecut al condiționalului: Elmentem volna „Aș fi plecat” (pentru paradigme complete, vezi Verbul în limba maghiară).

Verbul szokott este un auxiliar de aspect, exprimând faptul că o acțiune se efectuează în mod repetat, obișnuit. Are particularitatea de a avea numai formă de indicativ trecut, dar și înțeles de prezent:
| Număr    | Persoană | Conjugare nedefinită | Conjugare definită |
| -------- | -------- | -------------------- | ------------------ |
| Singular | I        | szoktam              | szoktam            |
| Singular | II       | szoktál              | szoktad            |
| Singular | III      | szokott              | szokta             |
| Plural   | I        | szoktunk             | szoktuk            |
| Plural   | II       | szoktatok            | szoktátok          |
| Plural   | III      | szoktak              | szokták            |

Se asociază cu verbe la infinitiv: Esténként olvasni szoktam „Seara obișnuiesc să citesc”, Unatkozni szokott a hangversenyen „De obicei se plictisește la concert”, Nem szoktunk későn ebédelni „Nu obișnuim să luăm prânzul târziu”.
Verbul talál are, când este folosit cu sens lexical deplin, sensul „a găsi”. Ca verb auxiliar are valoare modală, exprimând caracterul întâmplător, neintenționat al acțiunii. Formele folosite cu valoare modală:
| Mod și timp         | Conjugare nedefinită                                            | Conjugare definită                                           |
| ------------------- | --------------------------------------------------------------- | ------------------------------------------------------------ |
| Indicativ prezent   | találok, találsz, talál, találunk, találtok, találnak           | találom, találod, találja, találjuk, találjátok, találják    |
| Indicativ trecut    | találtam, találtál, talált, találtunk, találtatok, találtak     | találtam, találtad, találta, találtuk, találtátok, találták  |
| Condițional prezent | találnék, találnál, találna, találnánk, tanálnátok, találnának  | találnám, tanálnád, találná, találnánk, találnátok, találnák |
| Imperativ           | találjak, találjál, találjon, találjunk, találjatok, találjanak | találjam, találjad, találja, találjuk, találjátok, találják  |

Exemple: Ha el találod árulni a titkot, megharagszom „Dacă cumva divulgi secretul, mă supăr”, Néha össze találunk veszni „Uneori se întâmplă să ne certăm”, Még el találsz esni „Riști să cazi”, Nehogy meg találd érinteni azt a drótot! „Nu cumva să atingi sârma aia!”
Verbul tetszik (sensul său deplin fiind „a plăcea”) este un verb auxiliar pragmatic. Se construiește cu infinitivul, subiectul fiind totdeauna destinatarul comunicării. Este utilizat numai la persoana a treia, aceeași la care sunt pronumele personale de politețe, fiind și el o marcă a politeții, mai degrabă față de persoane mai în vârstă decât vorbitorul. Are numai conjugare nedefinită, iar la imperativ are o formă specializată pentru funcția de auxiliar, care nu se mai folosește când verbul are sens deplin. Formele verbului tetszik:
Indicativ prezent: tetszik, tetszenek
Indicativ trecut: tetszett, tetszettek
Condițional prezent: tetszene, tetszenének
Imperativ: tessék, tessenek
Exemple în propoziții:
Hogy tetszik lenni? „Ce mai faceți?”;
Hova tetszett tenni a szemüvegement? „Unde mi-ați pus ochelarii?”;
El tetszenek menni? „Plecați?”;
Tetszene adni egy jobb példát? „Vreți să-mi dați un exemplu mai bun?”;
Tessék bejönni! „Intrați, vă rog!”

### Verbele copulative
Cel mai frecvent verb copulativ este van/lesz „a fi” (vezi conjugarea sa în Câteva verbe neregulate). Exemple:
Mérnök vagyok „Sunt inginer(ă)”;
Elégedett voltál? „Ai fost mulțumit(ă)?”;
Ő lesz a férjem „El va fi soțul meu”;
Legyetek boldogok! „Să fiți fericiți!”;
Ezek volnánk/lennénk mi? „Ăștia om fi noi?”
Particularitatea acestui verb este că se omite obligatoriu la indicativ prezent, persoana a treia (Ez kevés „Asta e puțin”; János vízvezeték-szerelő „János este instalator”, Ő bátor „El e curajos”), cu excepția cazului rar când este scos în evidență prin accentuarea și plasarea sa la începutul propoziției: Van ő olyan bátor, hogy bemenjen az oroszlán ketrecébe „Este el atât de curajos, încât să intre în cușca leului”.
Celelalte două verbe copulative sunt marad „a rămâne” și múlik „a trece”, folosite și la persoana a III-a a indicativului prezent: Ő mindig határozott marad „El/Ea rămâne mereu hotărât(ă)”, Az öcsém a nyáron múlt húszéves „Fratele meu mai mic a făcut douăzeci de ani astă-vară”.

### Verbe cvasiauxiliare
Limita dintre verbele folosite cu sens lexical deplin și cele folosite cu funcții gramaticale este incertă, deoarece verbele poartă în grade diferite sensuri noționale și gramaticale. Pot fi considerate verbe cvasiauxiliare cele la care predomină sensul gramatical, dar au mai mult sau mai puțin și conținut noțional.

#### Verbe cvasiauxiliare de modalitate și de aspect
Verbe de modalitate sunt akar „a vrea”, bír „a putea, a fi capabil”, kell „a trebui”, kíván „a dori”, látszik „a se vedea”, lehet „a fi posibil”, megkísérel „a încerca”, óhajt „a dori”, próbál „a încerca”, sajnál „a regreta”, szándékozik „a intenționa”, szeretne „a dori”, tud „a putea, a ști, a se pricepe”. Toate se construiesc cu infinitivul:
Tudni akarom az igazat „Vreau să știu adevărul”;
Fel bírja emelni a zsákot „Poate ridica sacul”;
Meg kell nézni a filmet „Trebuie văzut filmul”;
Ezt nem lehet így elintézni „Asta nu se poate rezolva așa”;
Mária aludni óhajt „Mária dorește să doarmă”;
Szeretném már befejezni a varrást „Aș vrea să termin odată cu cusutul”;
El tudod ezt nekem intézni? „Poți să-mi rezolvi asta?”;
Nem tudok úszni „Nu știu să înot”.
Tot în categoria verbelor de modalitate intră și adjectivul szabad „permis” folosit ca nume predicativ: Neked is szabad beleszólnod „Și tu ai voie să-ți spui cuvântul” În limbajul familiar poate primi și unele sufixe specifice verbului: Szabadjon megjegyeznem, hogy… „Să-mi fie permis să…”
Verbe de aspect sunt kezd „a începe” și akar „a vrea” (cu alt sens decât verbul de modalitate akar): Mindjárt esni kezd „Acuși începe să plouă”, Hát sohasem akar már kitavaszodni? „Nu mai vine primăvara odată?”

#### Verbe funcționale
Aceste verbe sunt asemănătoare cu verbele copulative. Se asociază cu părți de vorbire nominale, care formal sunt complementele lor. Calitatea lor de verbe funcționale se verifică prin posibilitatea echivalării sintagmei din care fac parte cu un verb: levelezést folytat „a întreține o corespondență” = levelez „corespondează”, beszédet tart „a ține un discurs” = beszél „a vorbi”, javítást végez „a efectua o reparație” = javít „a repara”.

## Formele nominale ale verbelor copulative
Formele nominale ale verbului (infinitivul, participiul și gerunziul) sunt considerate părți de vorbire aparte în gramaticile limbii maghiare, de aceea sunt tratate la fel și când au funcția de element copulativ. Practic numai infinitivul și gerunziul verbului van/lesz „a fi” sunt folosite cu această funcție: Szeretnék gazdag lenni „Aș vrea să fiu bogat(ă)”, Beteg lévén, nem tudott elmenni „Fiind bolnav(ă), n-a putut pleca”.

## Postpoziția
Postpozițiile sunt cuvinte funcționale care constituie unul din mijloacele de exprimare a părților de propoziție corespunzătoare complementelor indirecte și circumstanțiale din gramaticile limbii române. Ele corespund în general prepozițiilor și locuțiunilor prepoziționale din română. Majoritatea postpozițiilor se construiesc cu elementul nominal (substantiv, numeral, pronume) la nominativ, dar unele cer o anumită desinență cazuală. Principalele postpoziții sunt:
| Postpoziție       | Desinența cerută | Sens principal                                                         | Exemplu                                                                      |
| ----------------- | ---------------- | ---------------------------------------------------------------------- | ---------------------------------------------------------------------------- |
| alatt             | ∅                | „sub”, fără deplasare spre acel loc                                    | A ceruzád az asztal alatt van „Creionul tău e sub masă”                      |
| alatt             | ∅                | „în timpul”                                                            | Betegsége alatt nem dolgozott „În timpul bolii n-a lucrat”                   |
| alá               | ∅                | „sub”, cu deplasare spre acel loc                                      | A villamos alá esett „A căzut sub tramvai”                                   |
| alól              | ∅                | „de sub”, cu deplasare din acel loc                                    | A híd alól jön „Vine de sub pod”                                             |
| alul              | -n               | „sub” (reperul neatins în sus)                                         | A vízszint három méteren alul van „Nivelul apei este sub trei metri”         |
| alul              | -n               | „sub” (mod)                                                            | Csapatunk kritikán alul játszott „Echipa noastră a jucat sub orice critică”  |
| által             | ∅                | „prin” (intermediarul)                                                 | Egy barátom által üzentem neki „I-am transmis un mesaj printr-un prieten”    |
| által             | ∅                | „de (către)” (agent)                                                   | a kormány által kiadott rendeletek „ordonanțele date de guvern”              |
| át                | -n               | „prin” (suprafața de trecere)                                          | A kerten át hamar odaértek „Prin grădină ajungeți repede acolo”              |
| át                | -n               | „timp de”                                                              | egy éven át „timp de un an”                                                  |
| belül             | -n               | „în” (interiorul în care există ceva sau în care are loc o acțiune)    | Budapesten belül „în interiorul Budapestei”                                  |
| belül             | -n               | „în” (perioadă de timp în care are loc o acțiune)                      | két napon belül „în două zile”                                               |
| együtt            | -val/-vel        | „împreună cu”                                                          | Szüleivel együtt utazott el „A plecat împreună cu părinții săi”              |
| elé               | ∅                | „înaintea”, cu deplasare spre acel loc                                 | Széket tettem az ablak elé „Am pus un scaun înaintea ferestrei”              |
| ellen             | ∅                | „contra, împotriva”                                                    | Saját érdeked ellen cselekedtél „Ai procedat împotriva interesului tău”      |
| ellenére          | ∅                | „în ciuda”                                                             | Akaratom ellenére a fiam elment „Fiul meu a plecat în ciuda voinței mele”    |
| elől              | ∅                | „dinaintea”, cu deplasare dinspre acel loc                             | A széket elvettem az ablak elől „Am luat scaunul dinaintea ferestrei.”       |
| előtt             | ∅                | „înaintea” (loc, fără deplasare spre acesta)                           | Az áruház előtt állt „Stătea înaintea magazinului”                           |
| előtt             | ∅                | „înainte de” (timp)                                                    | Gyere öt óra előtt „Vino înainte de ora cinci”                               |
| felé              | ∅                | „către, spre” (loc)                                                    | Az erdő felé mentünk „Mergeam spre pădure”                                   |
| felé              | ∅                | „către, spre” (timp)                                                   | este felé „spre seară”                                                       |
| felől             | ∅                | „dinspre”                                                              | A szél a Duna felől fúj „Vântul suflă dinspre Dunăre”                        |
| felül             | -n               | „peste” (reperul depășit în sus)                                       | A víz térden felül ér „Apa ajunge până peste genunchi”                       |
| felül             | -n               | „peste” (cantitatea depășită)                                          | Tízezer forinton felül vásárolt „A cumpărat peste suma de 10.000 de forinți” |
| fogva             | -tól/-től        | „începând de”                                                          | Mától fogva nem dolgozom „Începând de azi nu mai lucrez”                     |
| fölé              | ∅                | „deasupra”, cu deplasare spre acel loc                                 | Két repülőgép a város fölé repült „Două avioane au zburat deasupra orașului” |
| fölött sau felett | ∅                | „deasupra”, fără deplasare spre acel loc                               | A gép a város fölött repült „Avionul zbura deasupra orașului”                |
| helyett           | ∅                | „în loc de”                                                            | Kávé helyett teát iszom „În loc de cafea beau ceai”                          |
| innen             | -n               | „dincoace de”                                                          | a hegyen innen „dincoace de munte”                                           |
| iránt             | ∅                | „de” complement indirect                                               | Érdeklődik az újdonságok iránt „Se interesează de noutăți”                   |
| keresztül         | -n               | „prin, pe” (loc)                                                       | Az ablakon keresztül jött be „A intrat pe fereastră”                         |
| keresztül         | -n               | „timp de”                                                              | Egy hónapon keresztül vártam „Am așteptat timp de o lună”                    |
| keresztül         | -n               | „prin” (intermediar)                                                   | Valakin keresztül kaptam a pénzt „Am primit banii prin cineva”               |
| kezdve            | -tól/-től        | „începând de”                                                          | Mától kezdve nem dolgozom „Începând de azi nu mai lucrez”                    |
| képest            | -hoz/-hez/-höz   | „față de” (comparație)                                                 | Hozzám képest fiatal „Față de mine e tânăr(ă)”                               |
| képest            | -hoz/-hez/-höz   | „pe măsura”                                                            | Erőmhöz képest segítek „Ajut pe măsura puterilor mele”                       |
| kívül             | -n               | „în afara, afară din” (loc)                                            | A városon kívül vertek sátrat „Și-au pus cortul în afara orașului”           |
| kívül             | -n               | „în afara” (mod)                                                       | Törvényen kívül él „Trăiește în afara legii”                                 |
| kívül             | -n               | „în afară de” (excepție)                                               | Rajtad kívül mindenki ott volt „În afară de tine, toți au fost acolo”        |
| köré              | ∅                | „în jurul”, cu deplasare spre acel loc                                 | A terasz köré virágot ültettem „În jurul terasei am plantat flori”           |
| körül             | ∅                | „în jurul”, fără deplasare spre acel loc                               | A ház körül sétál „Se plimbă în jurul casei”                                 |
| körül             | ∅                | „în jur de” (moment aproximativ)                                       | nyolc óra körül „în jur de ora opt”                                          |
| körül             | ∅                | „în jur de” (cantitate aproximativă)                                   | Ezer forint körül fizettem „Am plătit în jur de 1000 de forinți”             |
| közben            | ∅                | „în timpul”                                                            | Munka közben eszik „Mănâncă în timpul lucrului”                              |
| közé              | ∅                | „între”, cu deplasare spre acel loc                                    | Egy nő a két férfi közé állt „O femeie s-a pus între cei doi bărbați”        |
| között            | ∅                | „între”, fără deplasare spre acel loc                                  | A két ház között kert van „Între cele două case este o grădină”              |
| között            | ∅                | „între” (perioadă dintre două momente)                                 | Nyolc és kilenc óra között várlak „Te aștept între orele opt și nouă”        |
| közül             | ∅                | „dintre” (reperele ce delimitează un loc din care se face o deplasare) | A bokrok közül jött elő „A ieșit dintre tufișuri”                            |
| mellett           | ∅                | „lângă”, fără deplasare spre acel loc                                  | az állomás mellett „lângă gară”                                              |
| mellé             | ∅                | „lângă”, cu deplasare spre acel loc                                    | Kocsijával a ház mellé állt „A parcat mașina lângă casă”                     |
| mellől            | ∅                | „de lângă”, cu deplasare dinspre acel loc                              | Elment az ablak mellől „A plecat de lângă fereastră”                         |
| miatt             | ∅                | „din cauza”                                                            | A pénz miatt veszekedtek „Se certau din cauza banilor”                       |
| mögé              | ∅                | „în spatele”, cu deplasare spre acel loc                               | Egy könyvet tettem a szekrény mögé „Am pus o carte în spatele dulapului”     |
| mögött            | ∅                | „în spatele”, fără deplasare spre acel loc                             | A ház mögött várj! „Așteaptă în spatele casei!”                              |
| mögül             | ∅                | „din spatele”, cu deplasare dinspre acel loc                           | A fal mögül jöttek „Veneau din spatele zidului”                              |
| múlva             | ∅                | „după” (momentul din trecut de după o perioadă de timp)                | Egy óra múlva érkezett meg „A sosit după o oră”                              |
| múlva             | ∅                | „peste” (momentul din viitor de după o perioadă de timp)               | Kész lesz egy óra múlva „Va fi gata peste o oră”                             |
| nélkül            | ∅                | „fără”                                                                 | Bot nélkül jár „Umblă fără baston”                                           |
| óta               | ∅                | „de” (perioada de timp de la un moment până în momentul vorbirii)      | Itt van kedd óta „E aici de marți”                                           |
| részére           | ∅                | „pentru” (destinatar)                                                  | A fiam részére küldöm a pénzt „Trimit banii pentru fiul meu”                 |
| során             | ∅                | „în cursul”                                                            | a tárgyalások során „în cursul negocierilor”                                 |
| számára           | ∅                | „pentru” (destinatar)                                                  | A lányom számára vettem a könyvet „Am cumpărat cartea pentru fiica mea”      |
| szemben           | -val/-vel        | „vizavi de” (loc)                                                      | A ház a mozival szemben van „Casa e vizavi de cinema”                        |
| szemben           | -val/-vel        | „față de” (opoziție)                                                   | Vannak előítéletek a nőkkel szemben „Există prejudecăți față de femei”       |
| szerint           | ∅                | „după, conform”                                                        | A legújabb divat szerint öltözködik „Se îmbracă după ultima modă”            |
| szerint           | ∅                | „după (părerea)”                                                       | Péter szerint túl késő „După părerea lui Péter, este prea târziu”            |
| tájt sau tájban   | ∅                | „pe la” (moment aproximativ)                                           | nyolc óra tájt sau tájban „pe la ora opt”                                    |
| túl               | -n               | „dincolo de” (loc)                                                     | a hegyeken túl „dincolo de munți”                                            |
| túl               | -n               | „după” (perioada de după un moment)                                    | Az orvos nem rendel hét órán túl „Medicul nu consultă după ora șapte”        |
| után              | ∅                | „după” (loc)                                                           | A ház a sportpálya után van „Casa este după terenul de sport”                |
| után              | ∅                | „după” (timpul de după un eveniment)                                   | Az előadás után étterembe megyünk „După spectacol mergem la restaurant”      |
| után              | ∅                | „după” (scop)                                                          | Lakás után jár „Umblă după locuință”                                         |

Observații:
1. Postpozițiile au aceeași funcție gramaticală ca desinențele cazuale. Unele complemente au sensuri apropiate, fie că sunt exprimate cu desinență sau cu postpoziție: a Duna mellett „lângă Dunăre” – a Dunánál „la Dunăre”.
2. Același element nominal poate fi urmat de mai multe postpoziții: ebéd előtt és után „înainte și după prânz”.
3. Aceeași postpoziție se poate referi la mai multe elemente nominale în același timp: Mária és Péter után „după Mária și Péter”.
4. Postpozițiile pot fi adjectivate cu sufixul -i (az áruház melletti parkoló „parcarea de lângă magazinul universal”), construcția cu postpoziție adjectivată având ca sinonim sintactic construcția articol hotărât + substantiv + postpoziție + levő (una din formele de participiu prezent al verbului van/lesz „a fi”): az áruház mellett levő parkoló „parcarea care este lângă magazinul universal”.
5. Când substantivul se construiește cu adjectivul demonstrativ ez „acest(a)/această, aceasta” sau az „acel(a)/ace(e)a”, determinantul este urmat de aceeași postpoziție ca substantivul: ez alatt a híd alatt „sub podul acesta”.

### Postpozițiile și pronumele personale
Construcția prepoziție + pronume personal din limba română corespunde în limba maghiară cu mai multe construcții. Una dintre ele este cea cu desinențele cazuale (vezi Pronumele personale). Altele implică folosirea postpozițiilor, în mai multe moduri.
Înainte de toate este de menționat că pronumele personale nu pot fi construite cu toate postpozițiile. În primul rând, nu pot fi construite cu cele care exprimă timpul: fogva, múlva, óta, során, tájban etc.
Pronumele personale de politețe se construiesc cu toate postpozițiile, în afara celor de mai sus, exact ca substantivele: maga mellett „lângă dumneata/dumneavoastră”, önnel együtt „împreună cu dumneavoastră”.
Postpozițiile care cer alt caz decât nominativul pot urma de regulă numai pronumele personale formate din sufixul cazual respectiv + sufixele posesive: velem együtt „împreună cu mine”, hozzád képest „în comparație cu tine”, vele szemben „față de el/ea”, rajtunk keresztül „prin noi”. Aceste pronume pot fi întărite cu forma de nominativ a acestora, ca element prim de compunere: énvelem együtt, tehozzád képest, ővele szemben, mirajtunk keresztül.
Majoritatea postpozițiilor care cer nominativul primesc sufixele posesive specifice obiectului posedat, ceea ce corespunde cu construcțiile prepoziție + pronume personal din română, altele decât cele prezentate anterior: utánam „după mine”, előtted „înaintea ta”, alatta „sub el/ea”, általunk „de către noi”, ellenetek „împotriva voastră”, feléjük „către ei/ele”. Și aceste forme pot fi întărite cu formele de nominativ: énutánam, teelőtted etc.
Unele postpoziții provenite de la substantive prevăzute cu o desinență intercalează sufixele posesive înaintea desinenței: részemre „pentru mine”, részedre „pentru tine”, részére „pentru el/ea” etc.; számomra, számodra, számára, sinonim cu primul.

## Adjectivul derivat din postpoziție
O seamă de postpoziții pot primi sufixul -i (care formează adjective și de la substantive), formând adjective cu un statut special, care le face să fie incluse în categoria cuvintelor funcționale. Astfel de adjective sunt alatti „de sub”, előtti „de dinaintea”, fölötti „de deasupra”, kívüli „dinafara”, körüli „din jurul”, közötti „dintre”, melletti „de lângă”, mögötti „din spatele”, utáni „de după”. Acestea sunt formal adjective, dar nu au sens lexical deplin, ci joacă rolul postpozițiilor din care provin, formând atribute din substantivul după care stau: a fa alatti pad „banca de sub copac”, a város körüli síkság „câmpia din jurul orașului”, a ház mögötti kert „grădina din spatele casei”.

## Mintformator de complement
În limba maghiară, complementele verbului se exprimă mai totdeauna cu ajutorul desinențelor cazuale, cu al altor sufixe formatoare de complemente și cu al postpozițiilor. Există un singur cuvânt care poate fi considerat prepoziție, mint „ca, în calitate de”, folosit și ca conjuncție în contrucțiile comparative, cu sensul „ca, decât”. Complementul cu prepoziția mint este sinonimul sintactic al substantivului la cazul formativ: Mint mérnök dolgozik = Mérnökként dolgozik „Lucrează ca inginer”.

## Prefixul verbal
Verbele maghiare sunt deseori prevăzute cu prefixe având o natură deosebită de cea pe care o au în română. Pe de o parte au și rol gramatical pe lângă cel lexical, pe de altă parte trebuie separate de verb în unele cazuri, chiar ajungând uneori după acesta. Majoritatea prefixelor verbale provin din adverbe, iar unele din substantive cu funcția unor complemente corespunzătoare complementelor circumstanțiale din gramaticile românești.
Principalele prefixe verbale sunt:
| Prefix verbal | Sens originar                                       | Exemplu                                                                  | Verbul fără prefix          |
| ------------- | --------------------------------------------------- | ------------------------------------------------------------------------ | --------------------------- |
| agyon-        | pe creier                                           | agyonver „a omorî în bătaie”                                             | ver „a bate”                |
| át-           | trecere prin ceva, dincolo de ceva                  | átmegy „a traversa”                                                      | megy „a merge”              |
| át-           | trecere prin ceva, dincolo de ceva                  | átszáll „a schimba” (un vehicul)                                         | száll „a pluti”             |
| be-           | spre interior                                       | bemegy „a intra”                                                         | megy „a merge”              |
| bele-         | pătrundere în interior                              | beleesik „a cădea înăuntru”                                              | esik „a cădea”              |
| bele-         | pătrundere în interior                              | beleszeret „a se îndrăgosti de”                                          | szeret „a iubi”             |
| el-           | îndepărtare de ceva                                 | elmegy „a pleca”                                                         | megy „a merge”              |
| el-           | îndepărtare de ceva                                 | elad „a vinde”                                                           | ad „a da”                   |
| el-           | îndepărtare de ceva                                 | elfelejt „a uita”                                                        | felejt „a uita”             |
| elő-          | deplasare înainte                                   | elővesz „a scoate” (la vedere)                                           | vesz „a lua”                |
| elő-          | deplasare înainte                                   | előad „a reprezenta” (într-un spectacol); „a ține o conferință, un curs” | ad „a da”                   |
| fel-          | în sus                                              | felnéz „a privi în sus”                                                  | néz „a privi”               |
| fel-          | în sus                                              | felkel „a se scula”                                                      | kel „a se scula”            |
| fel-          | în sus                                              | felvilágosít „a lămuri”                                                  | világosít „a lumina”        |
| ki-           | spre exterior                                       | kidob „a arunca afară”                                                   | dob „a arunca”              |
| ki-           | spre exterior                                       | kijavít „a repara, a corecta”                                            | javít „a repara, a corecta” |
| ki-           | spre exterior                                       | kifejez „a exprima”                                                      | nu se folosește             |
| haza-         | înspre acasă                                        | hazakísér „a conduce acasă”                                              | kísér „a însoți”            |
| hozzá-        | adăugare                                            | hozzátesz „a adăuga”                                                     | tesz „a pune”               |
| ide-          | către aici                                          | idejön „a veni aici”                                                     | jön „a veni”                |
| le-           | în jos                                              | leszáll „a ateriza”                                                      | száll „a pluti”             |
| le-           | în jos                                              | leönt „a păta”                                                           | önt „a turna”               |
| le-           | în jos                                              | leír „a scrie, a descrie”                                                | ír „a scrie”                |
| meg-          | nu are sens concret, fiind perfectiv prin excelență | megáll „a se opri”                                                       | áll „a sta”                 |
| meg-          | nu are sens concret, fiind perfectiv prin excelență | megcsókol „a săruta”                                                     | csókol „a săruta”           |
| meg-          | nu are sens concret, fiind perfectiv prin excelență | meghív „a invita”                                                        | hív „a chema”               |
| oda-          | către acolo                                         | odajut „a ajunge acolo”                                                  | jut „a ajunge” (undeva)     |
| oda-          | către acolo                                         | odavan „a se pierde; a fi disperat”                                      | van „a fi”                  |
| össze-        | laolaltă                                            | összead „a aduna” (aritmetic)                                            | ad „a da”                   |
| össze-        | laolaltă                                            | összenéz „a schimba o privire”                                           | néz „a privi”               |
| össze-        | laolaltă                                            | összeken „a unge complet”                                                | ken „a unge”                |
| túl-          | dincolo de                                          | túllép „a depăși”                                                        | lép „a păși”                |
| túl-          | dincolo de                                          | túlél „a supraviețui”                                                    | él „a trăi”                 |
| végig-        | până la capăt                                       | végigolvas „a citi până la capăt”                                        | olvas „a citi”              |
| vissza-       | înapoi                                              | visszaad „a da înapoi”                                                   | ad „a da”                   |
| vissza-       | înapoi                                              | visszakap „a primi înapoi”                                               | kap „a primi”               |

Observații:
1. Unele prefixe păstrează sensul concret al adverbelor din care provin, de exemplu cele care exprimă orientarea unei deplasări (át-, be-, ki-, el-, fel-, le-, ide-, oda-, haza-, túl-, vissza-), însă aceleași prefixe pot primi cu anumite verbe un sens abstract, având rol numai gramatical.
2. Prefixul poate schimba sensul lexical al verbului. De exemplu, de la verbul ad „a da”, se formează elad „a vinde”, összead „a aduna” (aritmetic) și visszaad „a da înapoi”. Uneori îi schimbă și regimul cazual: szeret valakit (acuzativ) „a iubi pe cineva”, dar beleszeret valakibe (cazul ilativ) „a se îndrăgosti de cineva”.
3. Cu ajutorul unui prefix, un verb intranzitiv poate deveni tranzitiv: ül „a ședea”, Leült öt évet „A stat la închisoare cinci ani”.
4. De cele mai multe ori, prefixul schimbă aspectul verbului din imperfectiv în perfectiv: Olvassa a könyvet „Citește cartea” – Elolvassa a könyvet „Citește cartea” (complet). Prefixul meg- este specializat pentru această funcție, fără să schimbe totdeauna sensul lexical al verbului: Akkor találkoztam vele, amikor sárgultak a levelek „M-am întâlnit cu el când îngălbeneau frunzele” – Már megsárgultak a levelek „Frunzele au îngălbenit deja”. La trecut, verbul maghiar cunoscând o singură formă a acestuia, prefixul poate diferenția ceea ce în română se exprimă cu imperfectul (care implică aspectul imperfectiv), respectiv perfectul compus sau mai mult ca perfectul (care implică aspectul perfectiv).
5. Verbul cu prefix la indicativ prezent poate exprima viitorul: Írja a levelet „Scrie scrisoarea” – Megírja a levelet „O să scrie scrisoarea”.
6. Unele prefixe pot fi puse la gradul comparativ de superioritate și în acest caz se scriu separat de verb: hátramegy „a merge în spate” – hátrább megy „a merge mai în spate”.
7. Unele prefixe pot primi sufixe posesive, devenind astfel pronume personale: beleszeret valakibe „a se îndrăgosti de cineva” – Belém szeretett „S-a îndrăgostit de mine”.
8. Unele verbe există numai cu prefix: megbénul „a paraliza” (intranzitiv), megsüketül „a asurzi” (intranzitiv).
9. Prefixul se poate repeta, pentru exprimarea unei acțiuni repetate: Séta közben meg-megáll a kirakatok előtt „În timp ce se plimbă, se tot oprește în fața vitrinelor”.
10. Dacă sensul prefixului este esențial, acesta se păstrează și în cuvintele derivate de la verb: kihallgatja a tanúkat „a audia martorii” → tanúkihallgatás „audierea martorilor”, megáll „a se opri” → megállás „oprire”.

### Locul prefixului verbal

#### Plasarea prefixului după verb
În general, prefixul verbal ajunge după predicat atunci când un alt element al propoziției este accentuat mai puternic decât predicatul: Péter kimegy a szobából „Péter iese din cameră” (niciun element nu este accentuat mai puternic decât celelalte) – Péter megy ki a szobából „Péter (este cel care) iese din cameră” (subiectul este accentuat mai puternic decât predicatul). Totuși, un număr mare de adverbe și pronume chiar accentuate mai puternic decât predicatul nu cauzează această schimbare: Százszor megmondtam, hogy ne nyúlj a lámpához! „De o sută de ori ți-am spus să nu atingi lampa!”, Alaposan felkészültem a vizsgára „M-am pregătit temeinic pentru examen”, Nagyon elromlott az idő „Vremea s-a stricat foarte tare”.
Prefixul se plasează după predicat în propoziția negativă și în cea imperativă: Péter nem megy ki a szobából „Péter nu iese din cameră”, Menj ki a szobából! „Ieși din cameră!”
Și în propoziția interogativă, prefixul se plasează după predicat (Péter megy ki a szobából? „Péter iese din cameră?”, Ki megy ki a szobából? „Cine iese din cameră?”), în afară de cazul când predicatul este accentuat: Kimegy Péter a szobából? „Iese Péter din cameră?”
Cuvintele cu sens negativ sau restrictiv pot cauza și ele plasarea prefixului după predicat: Csak Péter megy ki a szobából „Numai Péter iese din cameră”, Péter ritkán megy ki a szobájából „Péter iese rar din camera lui”.
De obicei, verbul cu prefix exprimă aspectul perfectiv, dar poate exprima și aspectul imperfectiv, de exemplu atunci când este vorba de o acțiune durativă în raport cu altă acțiune, momentană: Péter éppen ment ki a szobából, amikor megpillantotta Évát „Péter tocmai ieșea din cameră când a văzut-o pe Éva”. În acest caz, prefixul se plasează după verbul care exprimă acțiunea durativă.
În propozițiile subordonate cu predicatul la imperativ, predicatul precede prefixul dacă verbul regent exprimă un îndemn, un sfat, o cerere, o propunere etc.: Arra biztat, hogy vállaljam el a feladatot „Mă îndeamnă să accept sarcina”, Azt tanácsolja, hogy utazzam el „Mă sfătuiește să plec în călătorie”, Megkérhetem rá, hogy csukja be az ablakot? „Pot să vă rog să închideți fereastra?” Azt javasolom, hogy halasszuk el a döntést „Propun să amânăm decizia”.

#### Intercalarea unui cuvânt între prefix și verb
În general, în cazul verbelor la infinitiv subordonate altui verb sau construite cu un verb auxiliar, ordinea elementelor este prefix + verb la un mod personal + verb la infinitiv: Meg kell tiltani „Trebuie interzis”, El lehet olvasni „Se poate citi”, Fel tudsz menni egyedül is „Poți urca și singur”, Ki fogom javítani a hibákat „Voi corecta greșelile”.
Există și excepții:
- după anumite verbe construite cu infinitivul: Szégyell levetkőzni az orvos előtt „Îi e rușine să se dezbrace în fața medicului”, Kezdem megérteni a szabályokat „Încep să înțeleg regulile”, Elfelejtettem bezárni az ajtót „Am uitat să încui ușa”, Nem szereti bevallani a tévedéseit „Nu-i place să-și recunoască greșelile”;
- după nem „nu”: Nem kell megírni a levelet „Nu trebuie scrisă scrisoarea”;
- după un cuvânt interogativ: Miért kellett felásni az udvart? „De ce a trebuit săpată curtea?”

În afară de intercalarea unui verb, există și cazuri în care se intercalează negația între prefix și verb:
- La modul imperativ, negarea verbului cu prefix poate avea loc în următoarele moduri:

– Interdicția mai puțin categorică se face cu construcția ne + verb + prefix: Ne induljatok el!
– Interdicția mai categorică se poate exprima cu construcția prefix + ne + verb sau cu adverbul nehogy + verbul prevăzut cu prefix: El ne induljatok ilyen időben! = Nehogy elinduljatok ilyen időben! „Nu cumva să porniți pe o vreme ca asta!”
- La participiul trecut, negația se intercalează de asemenea între prefix și verb: a ki nem fizetett bérek „salariile neplătite”.

#### Prefixul verbal ca substitut al verbului
Pentru evitarea repetării verbului, se poate folosi prefixul singur, verbul subînțelegându-se. Sunt două asemenea situații:
- într-o frază: A fiú felment, a lány le (le în loc de lement „a coborât”) „Băiatul a urcat, fata a coborât”;
- într-un dialog, prefixul servind ca răspuns afirmativ la o întrebare totală: — Megette a levest? — Meg (în loc de megette) „— A mâncat supa? — Da”.

## Conjuncția
Conjuncțiile din limba maghiară au aceeași funcție ca cele din română.
Din punctul de vedere al formei pot fi:
- constând dintr-un singur cuvânt:

– simple: és „și”, de „dar”, hogy „că, să”, ha „dacă”, mint „ca, decât”, mert „pentru că”, tehát „deci”;
– compuse: hanem „ci” (← ha „dacă” + nem „nu”), mintha „ca și cum” (← mint „ca” + ha „dacă”), jóllehet „cu toate că” [← jól „bine” + lehet „(se) poate”];
- folosite dublat: akár …, akár „fie …, fie”, is …, is „și …, și”, se(m) …, se(m) „nici …, nici”;

- locuțiuni conjuncționale: anélkül hogy „fără să”, ahelyett hogy „în loc să”, annak ellenére, hogy „în ciuda faptului că”.

Din punctul de vedere al funcției lor, conjuncțiile pot fi:
- coordonatoare[8]:

– copulative:
Én és a feleségem ott leszünk „Eu și soția mea vom fi acolo”;
Nem jövök se ma, se holnap „Nu vin nici azi, nici mâine”;
Kati ott volt, és Éva is eljött „Kati era acolo și a venit și Éva”;
Én mérnök vagyok, feleségem meg színésznő „Eu sunt inginer, iar soția mea actriță”;
– adversative:
Nem havazik, de hideg van „Nu ninge, dar e frig”;
Tudok angolul, viszont nem tudok németül „Știu englezește, în schimb nu știu nemțește”;
Eljövök, azonban nem leszek egyedül „Vin, însă nu voi fi singur”;
Nem kutyám van, hanem macskám „Nu câine am, ci pisică”;
– alternative:
Velem jössz, vagy itt maradsz? „Vii cu mine sau rămâi aici?”;
Elmehetek akár ma, akár holnap „Pot pleca fie azi, fie mâine”;
– conclusive:
Nem tettél semmi rosszat, tehát nem haragszom rád „N-ai făcut nimic rău, deci nu sunt supărat pe tine”;
Dolgom van, ezért el kell mennem „Am de lucru, de aceea trebuie să plec”;
Nincs itt a kabátja, következésképpen már elment „Paltonul său nu e aici, prin urmare a plecat deja”;
– explicative:
Nem tudtuk megnézni az előadást, ugyanis minden hely foglalt volt „N-am putut viziona spectacolul, căci toate locurile erau ocupate”;
Holnapután, vagyis kedden várlak „Te aștept poimâine, adică marți”;
Nem akar, illetve nem mer szólni „Nu vrea, sau mai degrabă nu îndrăznește să vorbească”;
- subordonatoare[9]:

Még dolgozik, bár nyugdíjas „Mai lucrează, deși este pensionar”;
Ha akarod, veled megyek „Dacă vrei, merg cu tine”;
Azt mondta, hogy megvár „A spus că mă așteaptă”;
Azért jött, hogy előadást tartson „A venit ca să țină o conferință”;
Akkora volt a hó, hogy leállt a közlekedés „Zăpada era atât de multă, încât s-a oprit circulația”;
Sietek, mert dolgom van „Mă grăbesc, pentru că am treabă”;
Jobb a könyv, mint a belőle készített film „E mai bună cartea decât ecranizarea sa”;
Mivel vasárnap van, zárva vannak az üzletek „Fiindcă e duminică, magazinele sunt închise”;
Hazaadta a labdát, nehogy elvegyék tőle „A trimis mingea propriului portar, ca nu cumva să i-o ia un adversar”.

## Particula
Particula a fost inclusă inițial în categoria cuvintelor modalizatoare, dar ulterior a fost și ea individualizată în cercetările lingvistice privitoare la limba maghiară, începând cu Borbála Keszler. Nóra Kugler o definește ca „un cuvânt gramatical care nu poate primi afixe, nu alcătuiește raporturi nici morfologice, nici sintactice cu alte cuvinte, nu poate fi parte de propoziție […]. Are funcția de a efectua operații asupra afirmației din propoziție […]; exprimă un raport modal, atitudinea vorbitorului (raportarea sa afectivă, volitivă, axiologică), sau marchează reacția vorbitorului la situația de comunicare, respectiv la una din componentele acesteia […]”. Aceeași autoare clasifică particulele în:
- propoziționale (sau relative), numite de Attila Péteri[12] particule de focalizare, care influențează conținutul propoziției întărind sau atenuând un element al acesteia. Exemple:

Marha jó ez a zene! „E a naibii de bună muzica asta!”;
Alig két percet késett „A întârziat abia două minute”;
Azt mondta, hogy elmegy, és el is ment „A spus că pleacă și a și plecat”;
Csak két kilót fogytam „Am slăbit numai două kilograme”;
- modal-pragmatice:

– care marchează valoarea modală de bază a propoziției:
– interogativă:
Elment-e a busz? „A plecat autocarul?”;
Ugye milyen szép ez a kép? „Nu-i așa că e frumos tabloul ăsta?”;
Vajon eljön Péter? „Oare vine Péter?”;
– volitivă:
Bár már nyár lenne! „De-ar veni odată vara!”;
Bárcsak találkoznék Máriával! „Numai de m-aș întâlni cu Mária!”;
– care marchează valori modale complementare (numite particule de nuanțare):
– întărire:
De nem ám! „Păi nu!”;
Gyere már! „Vino odată!”;
Hiszen ezt te is tudod! „Doar știi și tu asta!”;
Ezt a kifejezést, ugyebár, mindannyian ismerjük „Expresia asta o cunoaștem toți, desigur”;
– atenuare: Erről úgyszolván semmit sem tudunk „Despre asta nu știm, ca să zic așa, nimic”;
– raportare afectivă: Persze nem vásároltál be! „Bineînțeles, n-ai făcut cumpărăturile!”
Particulele se deosebesc de adverbe prin faptul că nu pot avea funcție sintactică, ca și cuvintele modalizatoare, dar se delimitează și de acestea prin aceea că nu pot constitui singure o propoziție și nu răspund la niciun fel de întrebare.
Cele mai multe particule se formează prin conversiune din adverbe (de exemplu már) sau din conjuncții (de exemplu hiszen), cuvintele respective păstrându-și în alte contexte natura originară: 
Már eljött „A venit deja” (adverb) → Gyere már! „Vino odată!” (particulă);
Láttam, hiszen ott voltam „Am văzut, căci am fost acolo” (conjuncție) → Hiszen ezt te is tudod! „Doar știi și tu asta!” (particulă).
Există și cuvinte care sunt numai particule. Unele s-au format prin conversiune, dar au luat o formă specifică pentru calitatea de particulă. Este cazul verbului hagy „a lăsa”, a cărui formă de imperativ, persoana a doua singular, conjugarea definită, hagyd, are și o formă specializată ca particulă, hadd: Hadd lássam az új kocsidat! „Ia să-ți văd mașina cea nouă!” Altă particulă, lám, provine de la verbul lássam „să văd”: Lám, lám, ezt is megértük! „Ca să vezi, am ajuns s-o trăim și pe asta!” Alte cuvinte numai cu rol de particulă sunt formate prin compunere: bárcsak „numai de” (← bár „deși” + csak „numai”), úgyszolván „practic” (← úgy „așa” + szólván „vorbind”).

## Articolul
Gramaticile limbii maghiare iau în seamă două feluri de articole: hotărât și nehotărât.

### Articolul hotărât
Articolul hotărât are două forme: a înaintea cuvintelor care încep cu consoană și az pentru cele cu vocală, folosite și pentru singular, și pentru plural: a ház „casa”, az épület „clădirea”, az alacsony házak „casele scunde”, a magas épületek „clădirile înalte”.

### Articolul nehotărât
Există articol nehotărât numai pentru singular, egy „un/o”, a cărui folosire este deseori evitată: egy ház „o casă”, egy épület „o clădire”.
Pentru a scoate în evidență atributul adjectival al unui substantiv cu articol nehotărât, acesta se intercalează între atribut și substantiv: Csúnya egy história! „Urâtă treabă!”

### Omiterea articolelor
Articolul nehotărât se omite:
- înaintea substantivelor cu funcție de nume predicativ: Ez ház „Asta e o casă”, Mária szép lány „Maria este o fată frumoasă”, Egyetemista vagyok „Sunt student(ă)”;

- când se accentuează o parte de propoziție prin plasarea ei pe locul întâi: Szaküzletben vásároltam a fényképezőgépet „Într-un magazin specializat am cumpărat aparatul de fotografiat”.

Articolul hotărât nu se folosește înaintea numelor de țări dintr-un singur cuvânt (Románia „România”, Magyarország „Ungaria”), ci numai cu cele care comportă un atribut az Egyesült Államok „Statele Unite”, a Magyar Köztársaság „Republica Ungară”. Se articulează și numele de țări dintr-un singur cuvânt dacă au atribut: a távoli Kína „China cea îndepărtată”.
Sunt nearticulate numele de materii și de noțiuni folosite la singular, pentru a exprima faptul că este vorba de o cantitate nedeterminată din acestea, ca în română: Van friss kenyér? „Este pâine proaspătă?”, Van bátorsága „Are curaj”.

## Cuvântul de negație
Spre deosebire de gramaticile limbii române, în gramaticile limbii maghiare, cuvintele de negație nu sunt incluse în clasa adverbelor, ci sunt considerate o parte de vorbire aparte din categoria cuvintelor funcționale. Negațiile sunt puține la număr:
- Nem „nu” poate nega orice parte de propoziție, cu condiția ca predicatul să fie la modul indicativ sau la condițional. Locul lui nem este înaintea cuvântului negat:

Nem eszem kenyeret „Nu mănânc pâine”;
Nem mennék oda semmi pénzért! „Nu m-aș duce acolo pentru nimic în lume!”;
Nem én, hanem te fogod ezt megcsinálni „Nu eu, ci tu vei face asta”;
Nem lusta vagyok, hanem gyenge „Nu sunt leneș(ă), ci slab(ă)”.
- Ne „nu” poate nega orice parte de propoziție, dacă predicatul este la modul imperativ (Ne jöjjön el Anikó! „Să nu vină Anikó!”, Ne Anikó jöjjön el! „Nu Anikó să vină!”) la modul condițional cu valoare optativă (Bárcsak ne jönne el Anikó! „De n-ar veni Anikó!”) sau la modul condițional într-o propoziție interogativă retorică: Ki ne ismerné az elnököt? „Cine nu-l cunoaște pe președinte?”

- Sem „nici”, cu varianta se, este folosit în aceleași condiții ca nem, însă locul său este după cuvântul negat, iar negația nem nu mai este folosită în propoziție: Anikó se(m) jön / jönne el „Nici Anikó nu vine / n-ar veni”, Ma se(m) jön el Anikó „Nici azi nu vine Anikó”. Pentru a nega două predicate verbale sau două nume predicative care se succed, se poate folosi se(m) nem la ambele elemente sau numai la al doilea: [Se(m)] nem eszik, se(m) nem iszik „Nici nu mănâncă, nici nu bea”.

- În aceleași condiții ca ne este utilizată varianta se a lui sem (această din urmă formă neputând fi folosită în aceste cazuri): Anikó se jöjjön el! „Nici Anikó să nu vină!”, Bárcsak Anikó se jönne el! „De n-ar veni nici Anikó!”, Péter se ismerné az elnököt? „Nici Péter nu l-o fi cunoscând pe președinte?”

Există și alte cuvinte cu valoare negativă, incluse în clasa adverbelor (sehol „nicăieri”, soha „niciodată”, sehogy „nicicum” etc.) și în cea a pronumelor generale: senki „nimeni”, semmi „nimic” etc., precum și verbul nincs(en) „nu este” (cu pluralul nincsenek „nu sunt”). Acestea se folosesc împreună cu cuvintele de negație, fie nem, fie se(m), respectiv fie ne, fie se, construcțiile cu acestea constituind sinonime sintactice: Senki nem/se(m) volt itt „Nimeni n-a fost aici”, Sehova ne/se menjünk! „Să nu mergem nicăieri!” Dacă propoziția începe cu nem sau ne, după adverbul sau pronumele negativ se poate folosi facultativ se(m): Nem volt itt senki [se(m)] „N-a fost nimeni aici”.
Cuvintele de negație pot fi întărite cu alte elemente: korántsem „nici pe departe (nu)”, a legkevésbé sem „nicidecum (nu)”, egyáltalán nem „deloc (nu)”.